# Hachette Jeunesse
Pour les articles homonymes, voir Hachette.
Hachette Jeunesse est le nom du département des livres pour la jeunesse de la société d'édition du groupe français Hachette Livre, département créé en 1826. 
Les deux collections phares du département : la Bibliothèque verte et la Bibliothèque rose, ont été regroupées sous l'appellation « Jeunesse Collection », dirigée jusqu'en 1978 par Louis Mirman(1916-1999).
 
En 1997, une nouvelle organisation scinde Hachette Jeunesse en deux départements : « Hachette Jeunesse Romans », aujourd'hui  « Hachette Romans, » et « Hachette Jeunesse Images » (livres illustrés). 
Depuis sa création, Hachette Jeunesse a compté plusieurs collections :

## Collections parues
(liste non exhaustive)
- Les Albums roses
- Ariane
- Bibliothèque rose Illustrée (1856-1958)[2]
- Bibliothèque bleue (1926-?)
- Bibliothèque Hachette (1956-1959)
- Bibliothèque rose (1971-présent)
- Bibliothèque rouge (rebaptisée Poche Rouge)[3]
- Bibliothèque verte (1924-présent)
- Bibliothèque verte Diamant
- Bibliothèque verte Senior (1977-1979)
- Bibliothèque de la jeunesse (1924-1963)
- Black Moon (2005-présent)
- Collection Jules Verne (1928-1950)
- Collection Jeunesse du monde (1944-1953)
- Grands Albums Hachette (1951-1972)
- Collection Ségur-Fleuriot (1955-1957)
- Collection Vermeille (1974-1982)
- La Galaxie (1971 à 1980)
- Les Grands Livres Hachette (1955-1971)
- Idéal-Bibliothèque (1950-1987)
- Le Livre de poche jeunesse (1979-présent)
- Masque Jeunesse (1984-1986)
- Mon premier album Hachette
- Nouvelle Bibliothèque rose (1958-1971)
- Nouvelle collection Ségur (1949-?)
- Petite Bibliothèque blanche
- Point rouge

### Mon premier album Hachette
(note : classement par ordre alphabétique)
1. Babar et le Crocodile
2. Bob et Line
3. Canard vert
4. Le Chevalier intrépide
5. La Fortune des trois frères
6. Les Gentils Petits Castors
7. Lucky tente sa chance
8. Michael cherche un cheval
9. Oui-Oui et le Bouquet d'anniversaire (voir Enid Blyton)
10. Oui-Oui cherche une roue
11. Oui-Oui et le Ballon rouge
12. Oui-Oui n'a pas de chance
13. Le Petit Camion
14. Rigobert à la fête foraine
15. Le Rêve de Catherine
16. Ronron
17. Les Soldats de bois
18. Tête de linotte
19. Tit' Pom' et ses amis
20. Tit' Pom' au pays des neiges
21. Les Trois Petits Cochons
22. Un étrange petit poussin
23. Voilà le facteur
24. Zig, Puce et Alfred